# Buguruslan
Buguruslan (ruski: Бугуруслан) je grad u Rusiji, u zapadnom dijelu Orenburške oblasti. Leži na rijeci Boljšoj Kinelj, pritoci Samare, oko 350 km sjeverozapadno od Orenburga. Središte je Buguruslanskog rajona. Prema popisu iz 2008. godine, grad je imao 52.493 stanovnika.
Buguruslan je od 1936. godine i pronalaska nafte važno središte naftne industrije Volško-Uralskog naftnoplinskog rajona. U ovom se području nalaze brojne pilane, kao i tvornica automobilskih dijelova.
Osnovan je 1748. godine, a gradski status stekao je 1781. godine. Ime grada dolazi od turskih riječi "buga" (bik) i "arslan" (lav).

## Vanjske poveznice
- Informacije i fotogalerija (rus.)